# 伊万·马尔采利奇
伊万·马尔采利奇（1994年2月18日—），克罗地亚男子水球运动员。他曾代表克罗地亚国家队参加2020年夏季奥林匹克运动会水球比赛，获得第5名。